# Charles Chandler (Ruderer)
Charles Robert Chandler (* 21. Juli 1911 in Berkeley; † 22. Juni 1982 in Oakland) war ein US-amerikanischer Ruderer.
Der 1,90 m große Chandler war 1932 Mitglied des Achters der Golden Bears, des Sportteams der University of California, Berkeley. Der Achter siegte bei den Meisterschaften der Intercollegiate Rowing Association und qualifizierte sich auch für die Olympischen Spiele 1932 in Los Angeles. Im Vorlauf der Olympischen Regatta gewann der Achter mit vier Sekunden Vorsprung auf das Boot aus Kanada. Im Finale führte lange der italienische Achter, der im Ziel zwei Zehntelsekunden Rückstand auf das kalifornische Boot hatte, Bronze ging an die Kanadier.
Chandler arbeitete später in einer Firma für die Entwicklung von Geschäftsformularen.